# Şehzade Mehmed (hijo de Ahmed I)
Şehzade Mehmed (Estambul, 11 de marzo de 1605 —Estambul, 12 de enero de 1621) fue un şehzade del Imperio Otomano, hijo del sultán Ahmed I y Kösem Sultan.

## Vida
Mehmed nació el 11 de marzo de 1605 según los historiadores y como indica el privy purse. Era el tercer hijo del sultán Ahmed I y su madre era Kösem Sultan.En enero de 1609, Mehmed comenzó su educación bajo la tutela de Ömer Efendi, junto con su hermano mayor, Şehzade Osman (futuro Osman II).
Según los observadores europeos contemporáneos, la madre de Mehmed, Kösem, tuvo ideas sobre su sucesión al sultanato después de la muerte de Ahmed. Por eso mismo, Kösem casó en 1612 a su hija Ayşe Sultan con el entonces gran visir Nasuh Paşa. Nasuh se convirtió en un aliado cercano de su suegra y esto aseguró la sucesión de Mehmed al trono. Lamentablemente las malas conductas de Nasuh salieron a la luz y Ahmed ordenó su ejecución en 1614.
En 1617, su padre enfermó y falleció. El hermano de Ahmed, Mustafa I ascendió al trono. Sin embargo, pronto fue depuesto y reemplazado por Osman en 1618.
Durante el reinado de su tío y hermano mayor, Mehmed junto a sus hermanos permanecieron encerrados en los Altın Kafes, un lugar dentro del harén que se creó para encerrar a los príncipes y evitar rebeliones.

## Muerte
Osman le había pedido al Şeyhülislam Hocazade Esad Efendi una opinión legal afirmativa para ejecutar a su hermano. Sin embargo, Esad se negó a emitir una opinión legal. El juez principal de Rumelia, Kemaleddin Efendi afirmó en cambio la ejecución del príncipe. Y así, el 12 de enero de 1621, Mehmed fue ejecutado. Cuando los verdugos estaban estirando la cuerda en su cuello, habló:
"Osman, ¡deseo por Alá que si la vida del estado es horrible y me has privado de mi vida, no serás bendecido!"
La ejecución de Mehmed causó descontento e incomodidad entre la gente y los soldados. Doce días después de su muerte, una fuerte nevada cayó en Estambul y el pueblo lo consideró un mensaje de advertencia por parte de Alá a Osman por asesinar a su hermano. Fue enterrado junto a su padre en su mausoleo ubicado en la Mezquita Azul, Estambul.

## En la ficción
En la serie histórica Muhteşem Yüzyıl: Kösem de 2015, Şehzade Mehmed fue interpretado por el actor turco, Burak Dakak.